# Münchener Kantorale

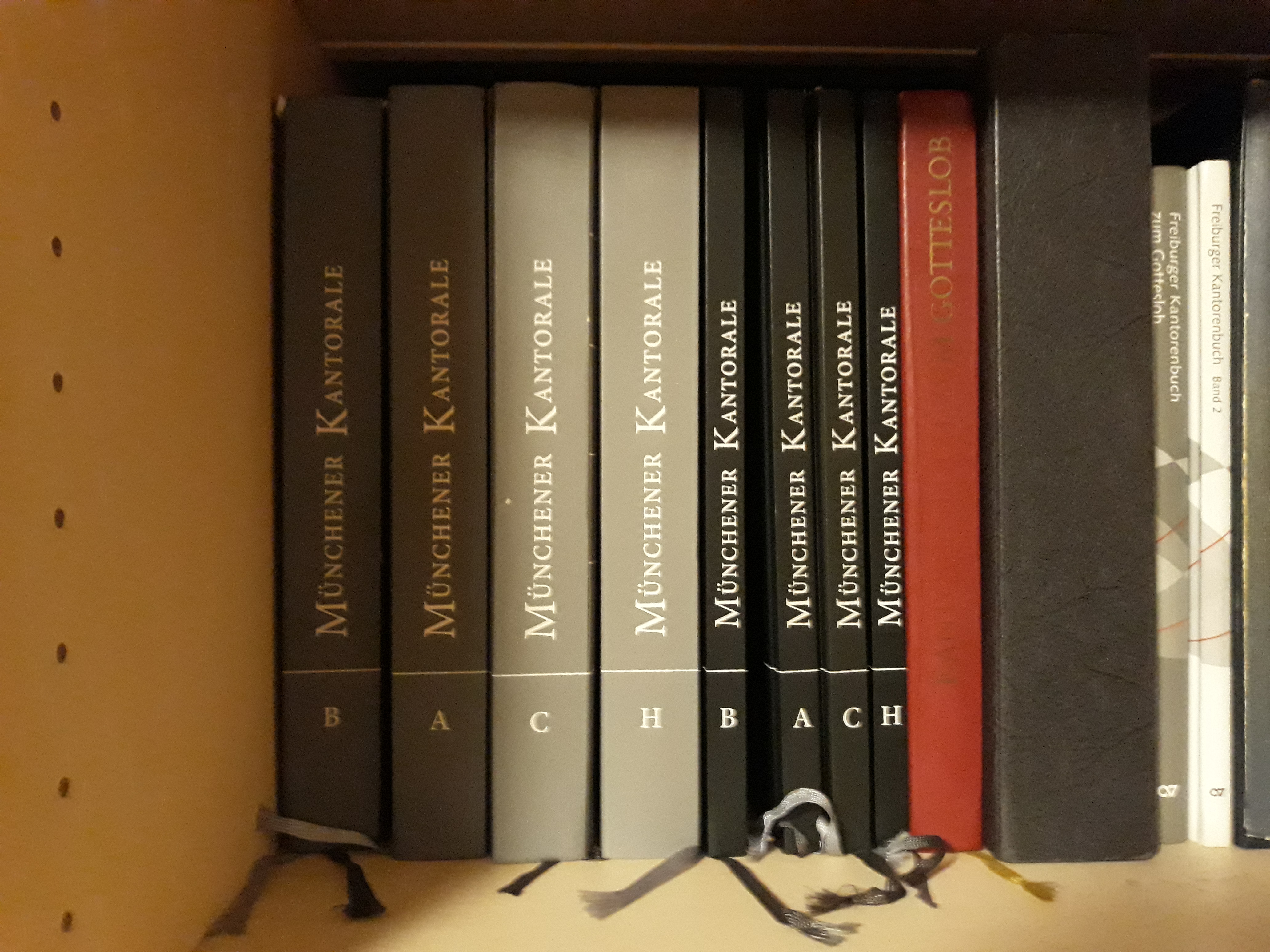
Werk- und Kantorenbücher des Münchener Kantorale zusammen mit weiteren Kantorenbüchern in der Sakristei

Das Münchener Kantorale ist eine Sammlung von liturgischen Gesängen für den Vortrag mit Gesangssolisten (Kantoren) in liturgischen Feiern der katholischen Kirche im deutschen Sprachraum.

## Inhalt
Das Münchener Kantorale ist die derzeit umfangreichste Sammlung unter den zum neuen Gotteslob (GGB) entstandenen Kantorales. Die „Werkbücher“ enthalten Gesänge zum Antwortpsalm und Halleluja für die Sonn- und Feiertage des Kirchenjahres sowie weitere Vorschläge wie etwa Kyrielitaneien, Martyrologium, Ölbergandachten und Trauermetten. Zum einfacheren Gebrauch wurden auch „Kantorenbücher“ herausgegeben, die nur die Zwischengesänge und Hallelujaverse bzw. Rufe zum Evangelium enthalten.
Die Sammlung ist eine Begleitpublikation zum 1975 erstmals entstandenen Gebet- und Gesangbuch Gotteslob für den gesamten deutschen Sprachraum. Nachdem die vollständig überarbeitete und erneuerte Fassung des GGB 2013 erschienen war, entstand in den Folgejahren eine Neuedition des Münchener Kantorale. Die neue Ausgabe folgt der Verbindung von liturgischem Werk- und Vorsängerbuch für die Messfeier. So wie die alte Ausgabe bietet auch das neue Münchener Kantorale inhaltliche Liedvorschläge für die Sonn- und Festtage des Kirchenjahres sowie Gesänge für den Wortgottesdienst der Messe, nun bezogen auf das neue Gotteslob-Repertoire. Wenn Kehrverse aus dem Eigenteil des Erzbistum München-Freising herangezogen werden wird auch ein passender Vers aus dem gemeinsamen Teil angegeben. Gelegentlich weicht die Tonart von der im Gotteslob ab.
Die Ausarbeitung erfolgte durch Markus Eham, Bernward Beyerle, Gerald Fischer, Michael Heigenhuber und Stephan Zippe, unter Mitwirkung von Rupert Berger. Herausgeber ist die Abteilung Kirchenmusik im Ordinariat des Erzbistums München und Freising. Das Münchener Kantorale erscheint im Verlag Sankt Michaelsbund.

## Ausgaben
Münchener Kantorale. Werk- und Vorsängerbuch für die musikalische Gestaltung der Messfeier. Verlag Sankt Michaelsbund, München:
- Bd. 1 Lesejahr A: ISBN 978-3-943135-39-8 (Oktober 2014)
- Bd. 2 Lesejahr B: ISBN 978-3-943135-40-4 (November 2014)
- Bd. 3 Lesejahr C: ISBN 978-3-943135-41-1 (November 2015)
- Bd. 4 Heiligen-Feiern: ISBN 978-3-943135-42-8 (Februar 2018)
- Bd. 5 Besondere Anlässe: ISBN 978-3-943135-44-2 (Juli 2021)